# 쾨르멘드구

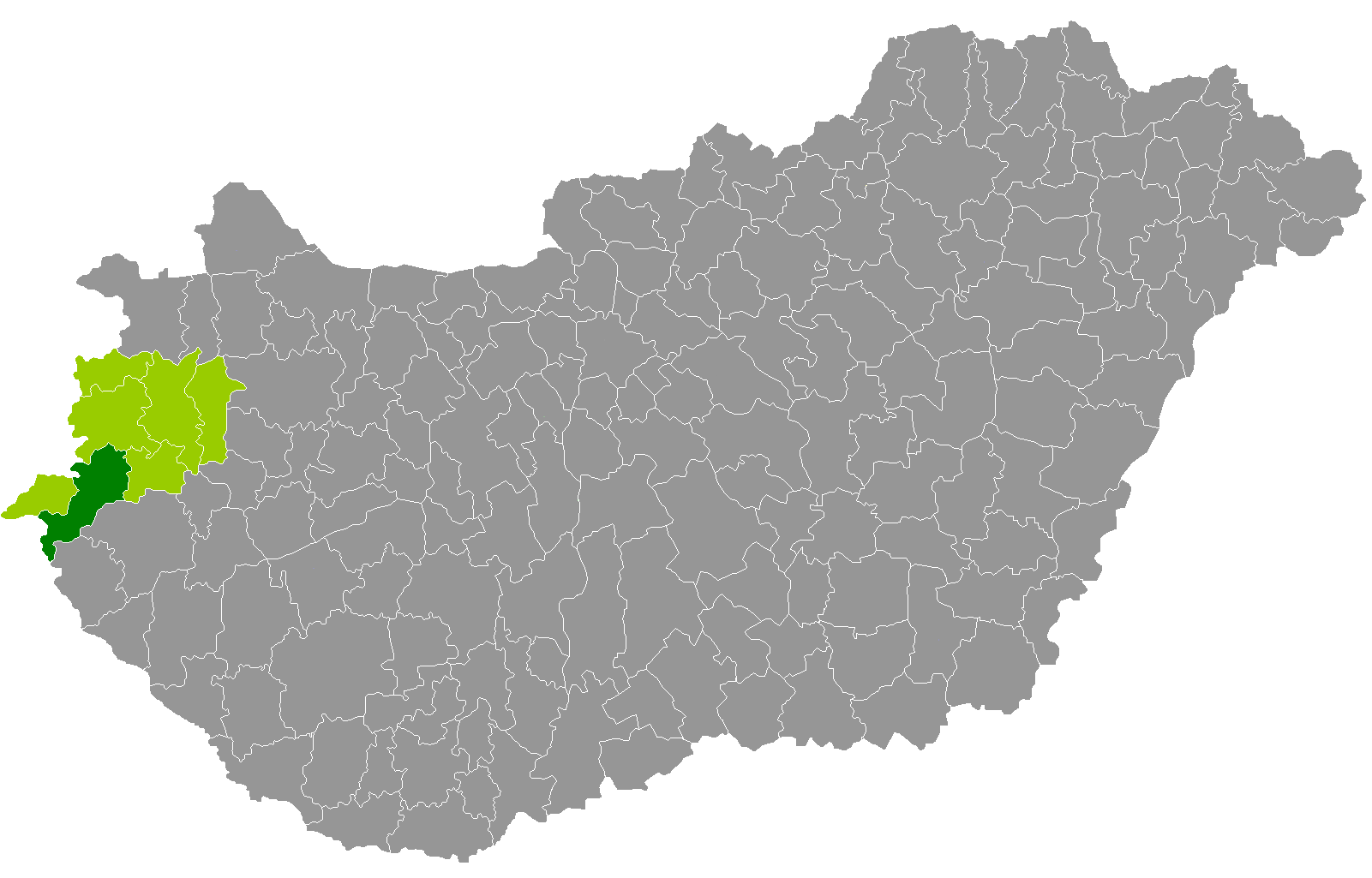
버시주 지도에 표시된 쾨르멘드구의 위치

쾨르멘드구(헝가리어: Körmendi járás)는 헝가리 버시주에 위치한 구로 구청 소재지는 쾨르멘드이며 면적은 614.53km2, 인구는 27,177명(2011년 기준), 인구 밀도는 44명/km2이다.
북쪽으로는 솜버트헤이구, 동쪽으로는 버슈바르구, 남쪽으로는 절러주 절러에게르세그구, 렌티구, 서쪽으로는 센트고트하르드구, 오스트리아, 슬로베니아와 접한다. 46개 지방 자치체(2개 시, 44개 마을)를 관할한다.

구 문장